# وستجيتون سي
وستجيتون-سي (بالإنجليزية:  Westgate-on-Sea)‏ هي مدينة ساحلية وأبرشية مدنية في شمال شرق كنت ، في إنجلترا ، ويبلغ عدد سكانها 6996 نسمة في تعداد 2011. تقع داخل منطقة الحكومة المحلية Thanet وعلى حدود منتجع Margate الساحلي الأكبر. ظل شاطئيها الرمليان من المعالم السياحية الشهيرة منذ تطوير المدينة في ستينيات القرن التاسع عشر من مجتمع زراعي صغير.
تشتهر المدينة بكونها موقعًا لقاعدة طائرات مائية تابعة للخدمة الجوية البحرية الملكية في خليج سانت ميلدريد، والتي دافعت عن المدن الساحلية لمصب نهر التايمز خلال الحرب العالمية الأولى . البلدة هي موضوع قصيدة السير جون بيتجمان «وستجيتون سي». ومن بين السكان جراح القرن التاسع عشر السير إيراسموس ويلسون ورئيس أساقفة كانتربري ويليام تمبل السابق . رسم الفنان السير ويليام كويلر أوركاردسون العديد من أشهر صوره أثناء إقامته في وستجيتون سي. التحق الملحن البريطاني أرنولد كوك بمدرسة Streete الإعدادية في البلدة في أوائل القرن العشرين ، وقضى مدير مدرسة إيتون أنتوني تشينيفيكس ترينش السنوات القليلة الأولى من تعليمه في المدينة.

## التاريخ

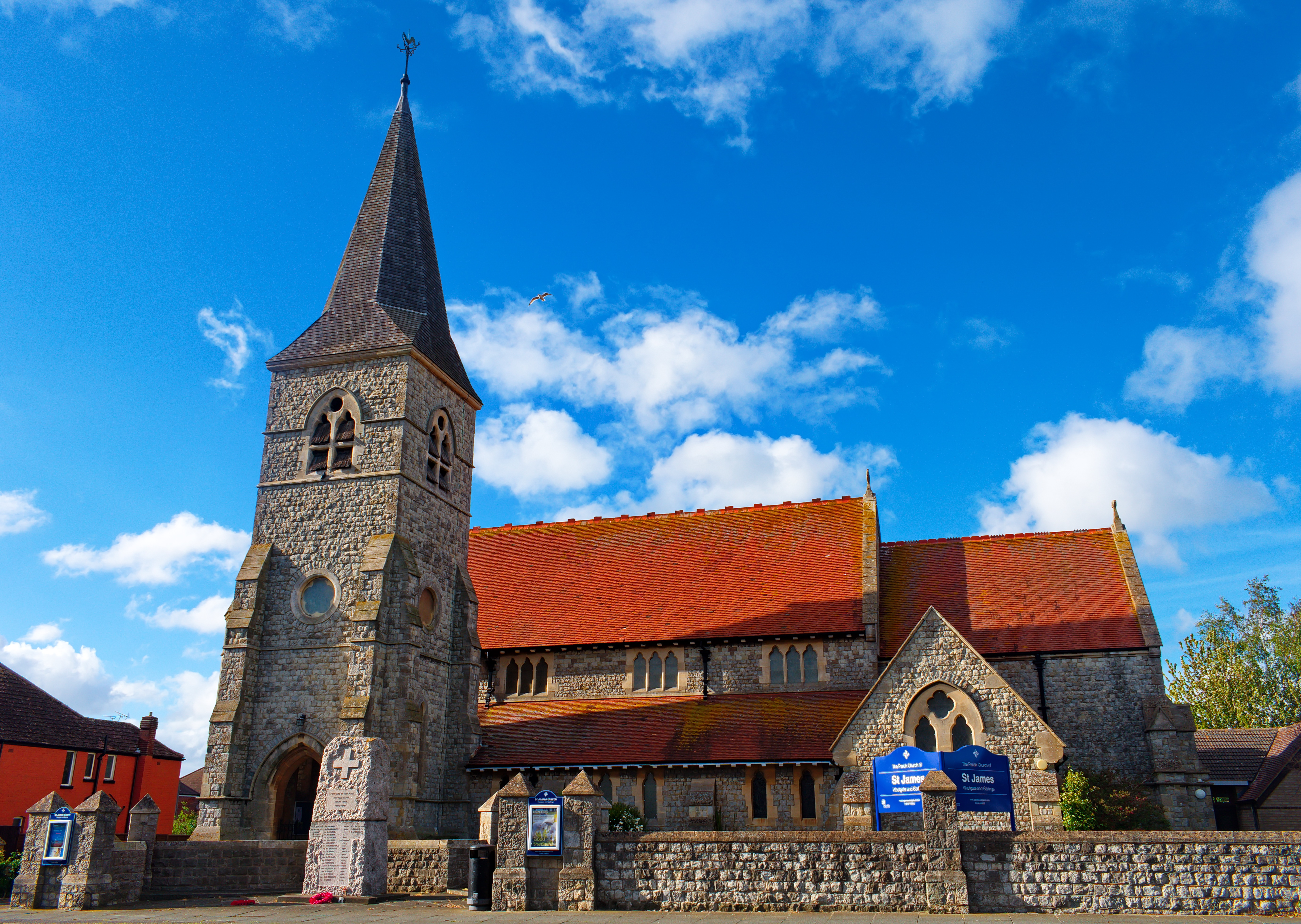
سانت جيمس ، كنيسة فيكتورية صممها سي إن بيزلي

قبل ستينيات القرن التاسع عشر ، كانت وستجيتون سي تتألف فقط من مزرعة ومحطة لخفر السواحل (بنيت عام 1791 وما زالت قائمة في طريق Old Boundary) وعدد قليل من الأكواخ للطاقم الذي أحاط بها. كانت تقع بجوار الساحل في خليج سانت ميلدريد ، الذي سمي على اسم ميلدريث ، شفيع ثانيت ورئيس دير مينستر في يوم من الأيام . ورثت المدينة اسمها من Westgate Manor ، التي كانت تقع في المنطقة في العصور الوسطى. في أوائل القرن العشرين ، تم اكتشاف بقايا فيلا رومانية في ما يُعرف الآن بطريق الشاطئ ، حيث كان الجدول يتدفق من قبل. لا يزال من الممكن رؤية المياه العذبة تتصاعد من الرمال عند انخفاض المد.

## جغرافية

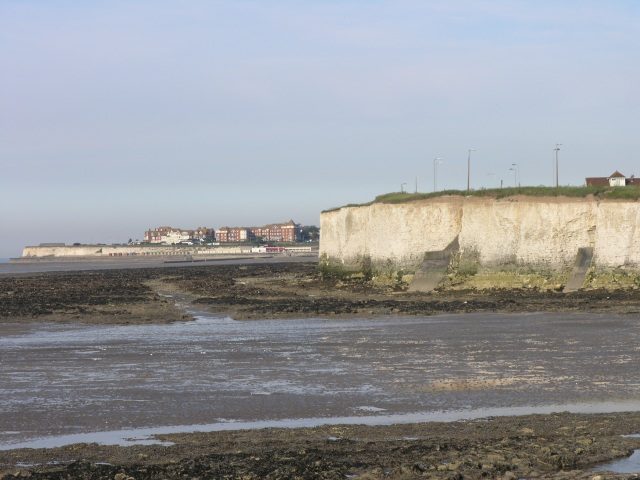
منظر لـ Westgate-on-Sea من قرية بيرشينجتون أون سي المجاورة

تقع وستجيتون-سي في شمال شرق كنت ، على ساحل مصب نهر التايمز. تحدها بلدة مارغيت من الشرق وقرية بيرتشينغتون أون سي من الغرب. تم بناء المدينة بجانب الخلجان الرملية لخليج سانت ميلدريد والخليج الغربي ، وكلاهما لهما جدار بحري وأخدود لمنع الفيضانات الساحلية. توجد منحدرات الطباشير بين الخلجان وعلى جانبي الخلجان. تم تعيين ساحل كينت الشمالي الشرقي بأكمله كموقع ذي أهمية علمية خاصة .

### المواصلات والنقل
تقع محطة وستجيتون سي للسكك الحديدية على خط Chatham Main Line ، الذي يمتد بين Ramsgate في East Kent و محطة مترو فيكتوريا. يمتد الطريق A28 بين Hastings و Margate عبر Ashford و Canterbury و Birchington و Westgate-on-Sea. 4 ميل (6 كـم) جنوب غرب Westgate-on-Sea ، يعبر A28 طريق A299 ، الذي يؤدي على طول North Kent باتجاه لندن ، ليصبح الطريق السريع M2 في Faversham .

## التركيبة السكانية
في تعداد المملكة المتحدة لعام 2001 ، كان القسم الانتخابي في وستجيتون سي يضم 6594 مقيمًا و 2845 أسرة. من بين هذه الأسر ، كان 38.0٪ من الأزواج ، و 8.4٪ من الأزواج المتعايشين و 9.4٪ من الأبوين الوحيدين. 39.2 ٪ من جميع الأسر كانت مكونة من أفراد و 21.9 ٪ لديهم شخص يعيش بمفرده في سن التقاعد. 23.6٪ من الأسر تضم أطفالاً تقل أعمارهم عن 16 عامًا ، أو شخصًا يتراوح عمره بين 16 و 18 عامًا كان يدرس بدوام كامل. كانت هناك نسبة عالية من الأسر المكونة من أفراد ، مقارنة مع النسبة المئوية لإجمالي إنجلترا. كان متوسط حجم الأسرة 2.7.

## الاقتصاد

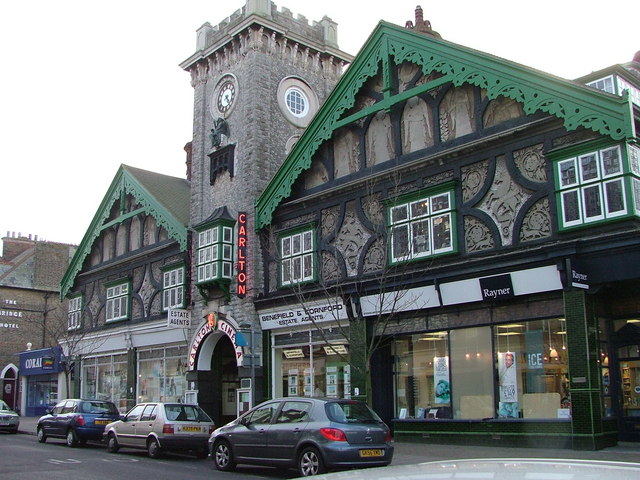
سينما كارلتون

## التعليم

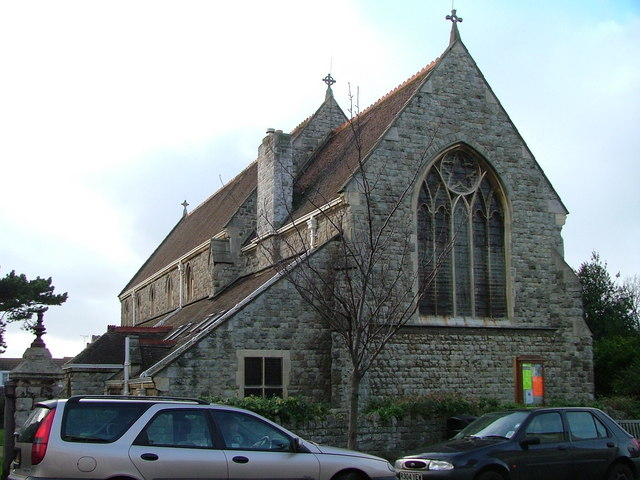
كنيسة القديس سافيور

## حضاره
تتمتع المدينة بشواطئ رملية في كل من St Mildred's Bay و West Bay. يقع أكبر الشواطئ في St Mildred's Bay ، حيث من الممكن استئجار أكواخ شاطئية وكراسي للاستلقاء وزلاجات مائية . الشاطئ على بعد مسافة قصيرة من ملاعب التنس وملعب الجولف. يوجد في ويست باي العديد من حمامات السباحة الصخرية الصغيرة التي يشتهر بها الأطفال. يحتوي كل شاطئ على مقاهي ومطاعم ومنازل عامة قريبة ، ويتم تقاسم جائزة العلم الأزرق الأوروبي بينهما نظرًا لنظافتها وسلامتها.

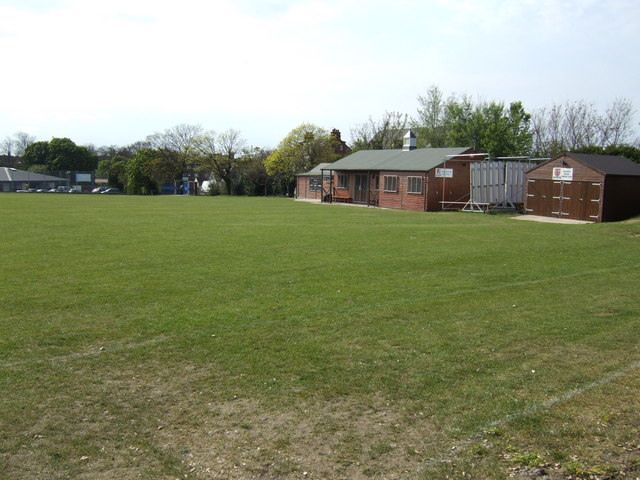
نادي ويستجيت أون سي للكريكيت

## سكان بارزون
- جراح القرن التاسع عشر السير إيراسموس ويلسون ، الذي قضى الجزء الأخير من حياته في المدينة حتى وفاته عام 1884.[9]
- رئيس أساقفة كانتربري السابق ويليام تمبل ، الذي توفي في المدينة عام 1944.[10]
- في عام 1888 ، قام الفلكي والصحفي جوزيف نورمان لوكير ببناء مرصد على جانب منزله في Westgate-on-Sea ، حيث أخذ الملاحظات التي شكلت الأساس لكتابه ، The Sun's Place in Nature .[11]
- التحق الملحن البريطاني أرنولد كوك بمدرسة Streete الإعدادية في أوائل القرن العشرين.[12]
- آن داولينج ، أول امرأة تتولى رئاسة الأكاديمية الملكية للهندسة ، التحقت بمدرسة دير أورسولين في المدينة.[13]
- رسم الفنان السير ويليام كويلر أوركاردسون العديد من أكثر صوره شهرة أثناء إقامته في Westgate-on-Sea. ودفن في البلدة عام 1910.[14]
- في عام 1957 ، قضى القاتل المتسلسل المشتبه به الدكتور جون بودكين آدامز أسبوعين مختبئًا في المدينة (هربًا من الصحافة) بعد تبرئته المثيرة للجدل في أولد بيلي .[15][16]
- عاشت هنا الممثلة جولييت كابلان ، المعروفة بدورها في دور بيرل في المسرحية الهزلية الطويلة Last of the Summer Wine .